# Diakonisches Werk der Evangelisch-lutherischen Landeskirche Hannovers

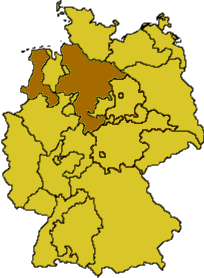
Gebiet des Diakonischen Werks der Evangelisch-lutherischen Landeskirche Hannovers

Das Diakonische Werk der Evangelisch-lutherischen Landeskirche Hannovers e. V. war einer von 23 Landesverbänden des Diakonischen Werkes und gehörte mit seinen Einrichtungen zu den größten Wohlfahrtsverbänden in Niedersachsen.
Sitz des Verbandes war das Lutherhaus in der Ebhardstraße 3A im Stadtteil Hannover-Mitte.
Die Aufgaben des Diakonischen Werkes übernahm am 1. Januar 2014 das Diakonische Werk in Niedersachsen.

## Geschichte
1848 entwarf der Theologe Johann Hinrich Wichern beim Wittenberger Kirchentag das Programm der Inneren Mission gegen geistliche und materielle Armut und begründete die organisierte Diakonie.
Vorgänger des heutigen hannoverschen Einrichtung war der 1865 in Hannover unter Beteiligung von Gerhard Uhlhorn gegründete Evangelische Verein, dessen Vereinshaus im Stil der Neorenaissance in der (heutigen) Prinzenstraße im Zweiten Weltkrieg 1943 während der Luftangriffe auf Hannover zerstört wurde. Dieser Verein fusionierte 1877 mit dem schon 1867 gegründeten Hauptverein für Innere Mission.
1945 wurde das Hilfswerk der Freien Wohlfahrtspflege gegründet. Zur gleichen Zeit gründeten die Landeskirchen das Hilfswerk der Evangelischen Kirche in Deutschland, welches sich 1948 in Hannover etablieren konnte. 1948 erfolgte die Gründung des „Landesverbandes für Innere Mission“. 1968 schlossen sich dann die innere Mission und das Hilfswerk im Das Diakonische Werk - Innere Mission und Hilfswerk - der Ev.-luth. Landeskirche Hannovers zusammen. Als Rechtsträger wurde der geschäftsführende Verein des Diakonischen Werkes - Innere Mission und Hilfswerk - der Ev.-luth. Landeskirche Hannovers e. V gebildet. Daneben blieb als Rechtsträger für das Vermögen des Evangelischen Hilfswerks der Verein „Hilfswerk im Diakonischen Werk der Ev.-luth. Landeskirche Hannovers e. V.“ bestehen. Seit 1978 heißt das Werk schließlich Diakonisches Werk der Evangelisch-lutherischen Landeskirche Hannovers e. V. Der Landesverein für Innere Mission Hannover blieb neben dem Diakonischen Werk bestehen. Zum 1. Januar 2014 fusionierte das Diakonische Werk der Landeskirche mit dem Diakonischen Werk der Evangelischen Landeskirche in Braunschweig zum neuen Diakonischen Werk in Niedersachsen.

## Tätigkeit
Als Dachverband regionaler Diakonischer Werke unterstützte und koordinierte es die ihm angeschlossenen Einrichtungen und Fachverbände, die auf Landesebene organisiert sind. Es berät seine Mitglieder, die Einrichtungen, Kirchenkreise und Kirchengemeinden in organisatorischen, konzeptionellen, juristischen und finanziellen Fragen.
Zum Diakonischen Werk der Landeskirche gehörten mehr als 400 Mitglieder mit mehr als 3000 Einrichtungen und Diensten (u. a. Kindergärten, Jugendhilfe-Einrichtungen, Altenheime, Krankenhäuser, stationäre Hospize, Beratungsstellen für Menschen in besonderen Lebenslagen und Selbsthilfegruppen und -initiativen) mit 40.000 Beschäftigten und mehr als 20.000 ehrenamtlichen Helfern. Das Diakonische Werk war auch Träger des Freiwilligen Sozialen Jahrs sowie des Zivildiensts. Es war zudem ein Gesellschafter der ProDiako gGmbH.
Das Diakonische Werk war in der Diakonie Niedersachsen mit den Diakonischen Werken der Mitgliedskirchen der Konföderation evangelischer Kirchen in Niedersachsen verbunden und war Mitglied im Diakonischen Werk der EKD. Das Diakonische Werk war Mitglied in der freien Wohlfahrtspflege Niedersachsen.

## Gebäude

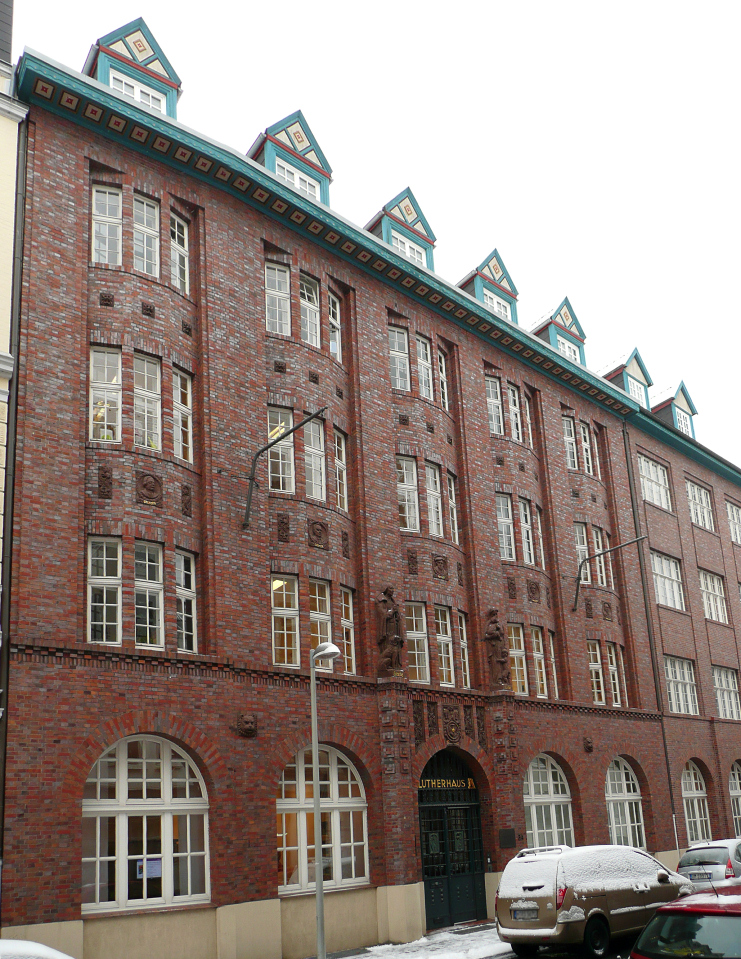
Sitz des Diakonischen Werks im Lutherhaus

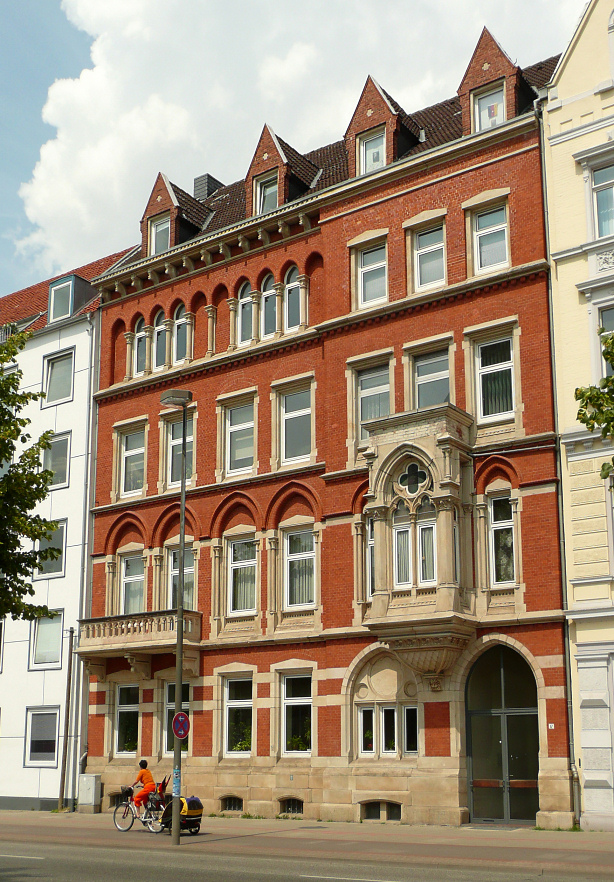
Wunder-Haus in Hannover, zum Teil Sitz des Diakonischen Werks

Das Diakonische Werk nutzte Gebäude im Stadtteil Mitte in der Ebhardtstraße 3 (Hauptgebäude). Im Dachgeschoss befindet sich unter anderem als größter Raum der nach Johann Hinrich Wichern benannte Wichern-Saal. Das Gebäude ist im Inneren mit dem Wunder-Haus am Friedrichswall verbunden. Beide Gebäude stehen unter Denkmalschutz.

## Organigramm
Das Diakonische Werk war in das Landeskirchenamt Hannover integriert und bildete die Abteilung 5. Sachbearbeitung und Geschäftsleitung wurden vom Sitz des Verbandes in der Ebhardtstraße 3 geführt.
Vorstand 1: Direktor (Theologe), zugleich Diakoniedezernent/Abteilungsleiter im Landeskirchenamt:
Diakonische Theologie, Presse- und Öffentlichkeitsarbeit, Fundraising, Brot für die Welt
- Bereich 1: Gesundheit, Hospiz- und Palliativarbeit, Pflege, Reha, Projekte
- Bereich 2: Familienhilfe und Alleinerziehende, Migration, Soziale Beratung im Kirchenkreis(en), Suchtfragen und Straffälligenhilfe, Wohnungslosenhilfe, ZBS Niedersachsen-Regionalvertretung Lüneburg, Projekte
- Bereich 3: Bildung, Freiwilligendienste, Jugendhilfe und Jugendberufshilfe, Kindertageseinrichtungen

Vorstand 2: Stellvertr. Direktor (Jurist):
Controlling, Justitiariat, Qualitätsmanagement
- Bereich 4: Mittelvergabe, Rechts- und Fachaufsicht
- Bereich 5: Arbeits- und Tarifrecht, Betriebswirtschaft, Sozial-, Zivil- und Europarecht
- Bereich Administration, Logistik, Service: Buchhaltung, EDV, Personalwesen, Zentrale Dienste

Weitere Bereiche:
- Geschäftsstelle der Diakonie in Niedersachsen e. V.
- Datenschutz
- Schiedsstelle
- diaplus-Beratungsgesellschaft mbH

## Organe
Das Diakonische Werk wurde gemäß § 10 der Satzung durch drei Organe gesteuert: Mitgliederversammlung, Präsidium und Vorstand.

### Mitgliederversammlung
Die Mitgliederversammlung war gemäß § 11 der das oberste Organ des Diakonischen Werkes. Jedes Mitglied hat eine Stimme, Gastmitglieder haben eine beratende Stimme.
Der Landesbischof oder die Landesbischöfin ist zu den Mitgliederversammlungen einzuladen. Die Mitgliederversammlung stellt allgemeine Grundsätze für die Tätigkeit des Diakonischen Werkes, seiner Mitglieder und des Präsidiums auf. Sie regt neue Aufgaben an und überwacht die satzungsmäßige Tätigkeit der Organe. Sie nimmt den Tätigkeitsbericht des Präsidiums entgegen, wählt die Präsidiumsmitglieder, setzt den Jahresbeitrag fest, ist zuständig für Satzungsänderungen, ggf. den Beschluss über die Auflösung des Diakonischen Werkes und weitere Aufgaben gemäß § 11 der Satzung. Der Präsident des Diakonischen Werkes leitet die mindestens zweijährlich einzuberufende Mitgliederversammlung. Sie ist grundsätzlich ohne Rücksicht auf die Zahl der erschienenen Mitglieder beschlussfähig. Sie fasst Beschlüsse grundsätzlich mit einfacher Mehrheit (Ausnahmen: Mitgliederausschluss, Auflösung, bestimmte Satzungsänderungen), Stimmengleichheit bedeutet die Ablehnung eines Antrages. Über die Beschlüsse und Verhandlungen der Mitgliederversammlung ist eine Niederschrift anzufertigen.

### Präsidium

#### Zusammensetzung
Das Präsidium bestand laut Satzung aus bis zu 16 Mitgliedern. Die stimmberechtigten Mitglieder werden auf sechs Jahre gewählt. Beratend gehören dem Präsidium die beiden Vorstandsmitglieder an. Der Landesbischof oder die Landesbischöfin ist mit derzeit zwei Vertretern zu den Sitzungen des Präsidiums einzuladen, die jederzeit das Wort ergreifen und Anträge stellen können. Das Präsidium besteht daher derzeit aus insgesamt 20 Mitgliedern. Dem Präsidium steht ein Präsident vor. Präsident ist derzeit Christian Sundermann (Von Bodelschwinghsche Stiftungen Bethel, Bethel im Norden). Die weiteren Mitglieder setzen sich zusammen aus
- zwei entsandten Mitgliedern des Landeskirchenamtes
- fünf gewählten Mitgliedern der zugehörigen Sprengel (außer Sprengel Hannover)
- fünf gewählte Mitglieder der Diakoniebereiche Alten-, Behinderten-, Gefährdeten-, Gesundheits- und Erziehungshilfe
- drei vom Präsidium berufene Mitglieder

sowie
- zwei Vertreter der Landesbischöfin/des Landesbischofs
- zwei Vorstände des Diakonischen Werks.

#### Zuständigkeit
Das Präsidium war u. a. zuständig für die Festsetzung allgemeiner Richtlinien im Rahmen der Beschlüsse der Mitgliederversammlung. Es war zuständig für die Übernahme von Rechtsvorschriften der Ev.-luth. Landeskirche Hannovers, der Konföderation evangelischer Kirchen in Niedersachsen, der Evangelischen Kirche in Deutschland sowie ihres Diakonischen Werkes. Es war zudem Entscheidungsgremium bei der Neuaufnahme von Mitgliedern, Einrichtungen u. ä. Er berief Ausschüsse und entscheidet über die Bildung und Abschaffung von Arbeitsbereichen, nahm die Berichte des Vorstandes entgegen und nimmt diese ab. Das Präsidium berief im Einvernehmen mit dem Kirchensenat und dem Landeskirchenamt den Direktor des Diakonischen Werkes. Es beaufsichtigte und beriet den Vorstand. Weitere Aufgaben ergaben sich aus § 14 der Satzung.

#### Arbeitsweise
Die Sitzungen des Präsidiums wurden schriftlich nach Bedarf, mindestens jedoch dreimal im Jahr, einberufen. Sind mindestens acht stimmberechtigte Mitglieder anwesend, ist das Präsidium beschlussfähig. Beschlüsse erfolgten mit einfacher Mehrheit der abgegebenen Stimmen. Stimmengleichheit bedeutet die Ablehnung eines Antrags. Das Stimmrecht ruht, wenn persönliche Interessen berührt sind oder über Maßnahmen zu beschließen ist, bei denen einzelne Präsidiumsmitglieder mitgewirkt haben. Über Beschlüsse und Verhandlungen war eine Niederschrift anzufertigen.

### Vorstand
Der Direktor und der stellvertretende Direktor bildeten den Vorstand des Diakonischen Werkes. Die Amtsdauer der Vorstandsmitglieder betrug fünf Jahre. Eine längere Amtsdauer war aus sachlichem Grund möglich, ebenso die erneute Bestellung. Der Vorstand berief seine Sitzungen formlos. Der Vorstand führte die Geschäfte des Diakonischen Werkes im Rahmen der Beschlüsse der Mitgliederversammlung und des Präsidiums. Er vertrat das Diakonische Werk in der Öffentlichkeit. Die Haftung des Vorstandes ist begrenzt auf grobe Fahrlässigkeit und Vorsatz. Das Präsidium beaufsichtigt und berät den Vorstand. Der Vorsitzende des Präsidiums (Präsident) und der Präsident des Landeskirchenamtes können an den Vorstandssitzungen teilnehmen.
Liste der bisherigen Direktoren (nicht vollständig)
- 1975–???: Pastor Hermann-Eberhard Goebel (* 1920, † 1995)[10]
- 1997–2006: Pastor Henning Brandes[11]
- 2006–2008: Pastor Manfred Schwetje (* 1943)[12]
- 2009–2013: Oberlandeskirchenrat Christoph Künkel (* 1958)[13]

## Mitgliedseinrichtungen (Auswahl)
- Diakonisches Werk Stadtverband Hannover
- Pestalozzi-Stiftung
- Stephansstift
- Henriettenstiftung
- Diakonie Himmelsthür